# Geoffrey Marcy
Geoffrey William Marcy (29 setembre 1954, St. Clair Shores, Michigan, EUA) és un astrònom estatunidenc que treballà en el descobriment dels primers exoplanetes utilitzant mesures de la velocitat radial de les estrelles mitjançant efecte Doppler. És el descobridor de 70 dels 100 primers planetes extrasolars descoberts des del 1995.

## Biografia
Marcy es formà en el sistema públic d'educació estatunidenc a Los Angeles, Califòrnia. Entre 1959 i 1972 estudià a la Plummer Elementary School, a la Patrick Henry Middle School, i a la Granada Hills High School. El 1976 es graduà en física i astronomia a la Universitat de Califòrnia a Los Angeles i es doctorà en astronomia el 1982 a la Universitat de Califòrnia a Santa Cruz. Posteriorment fou investigador i professor a la Carnegie Institution for Science a l'Observatori de Mount Wilson de Califòrnia i a l'Observatori de Las Campanas, a Xile, fins al 1984. Després, entre 1984 i 1999 fou catedràtic de física i astronomia a la Universitat Estatal de San Francisco.

## Obra
A San Francisco inicià la recerca d'exoplanetes. Marcy, intrigat per les teories de l'astrònom canadenc Gordon Walker, que suggeria l'ús del mètode de velocitat radial, desenvolupà amb l'estudiant Paul Butler un espectrògraf de llum capaç de portar a la pràctica aquest procediment. L'especialització en el camp de la exoplanetologia no estava ben considerada entre els astrònoms en aquells anys, que qüestionaven la viabilitat de detectar aquests objectes i fins i tot la seva pròpia existència. A la tardor de 1995 els astrofísics Michel Mayor i Didier Queloz de la Universitat de Ginebra descobriren a l'Observatori de l'Alta Provença, el primer exoplaneta, 51 Pegasi b, orbitant l'estrella 51 Pegasi amb el mateix mètode de Butler i Marcy. Poc temps després de la troballa, aquests últims confirmaren la seva existència observant les oscil·lacions de la seva estrella des de l'Observatori Lick, a Califòrnia. El 17 de gener de 1996, Marcy i Butler publicaren la troballa de dos nous exoplanetesː 70 Virginis b i 47 Ursae Majoris b.
Posteriorment Marcy realitzà importants descobriments en el mateix camp, destacant el descobriment del primer sistema planetari múltiple de l'estrella Upsilon Andromedae, el primer descobriment d'un planeta en trànsit davant de la seva estrella, conjuntament amb David Charbonneau i Timothy Brown (HD 209458 b), el primer exoplaneta a més de 5 ua de la seva estrella (55 Cancri d), i els primers exoplanetes de la mida de Neptú (Gliese 436 b i 55 Cancri e). Marcy és co-investigador de la Missió Kepler de la NASA que ha descobert més de 3000 exoplanetes, alguns més petits que la Terra.

## Honors
El comitè de Física de la Reial Acadèmia Sueca de Ciències reconegué la contribució a l'astronomia de Marcy amb el Premi Manne Siegbahn el 1996. L'Acadèmia Nacional de Ciències dels Estats Units li atorgà la Medalla Henry Draper el 2001 per la seva contribució en la recerca d'exoplanetes. Fou elegit científic de l'any a Califòrnia el 2000 i elegit membre de l'Acadèmia Nacional de Ciències el 2002. La Societat Americana d'Astronomia li concedí el Premi Beatrice Tinsley i la Medalla de NASA per la seva excepcional contribució científica. La revista Discover Magazine el seleccionà com a Científic Espacial de l'Any 2004. El 2005 compartí el Premi Shaw amb Michel Mayor. El 2009 rebé el Premi Carl Sagan per popularitzar la ciència. El 2010 fou elegit membre l'Acadèmia Americana de les Arts i les Ciències, i el 2013 fou guardonat amb el Premi Cozzarelli de l'Acadèmia Nacional de Ciències.

## Marcy als mitjans de comunicació
Els descobriments de Marcy han tingut gran repercussió als mitjans de comunicació escrits, com al Time magazine, al The New York Times o al Astronomy magazine i ha participat en diversos episodis de la sèrie televisiva Nova de la PBS: "Hunt for Alien Worlds" (1997), "Finding Life Beyond Earth" (2012), "Alien Planets Revealed" (2014); a l'episodi de la sèrie de la BBC Horizon: "The Planet Hunters" (1996) i en programes The Universe del canal History Channel (2007). Marcy ha sigut entrevistat en diferents programesː ABC News Nightline (October 20, 1995), The MacNeil-Lehrer News Hour (January 18, 1996), The David Letterman Show (April 12, 2001), a Planetary Radio (2007) i a National Academy of Sciences (2014).